# Lijst van ribkwallen
Onderstaande Lijst van ribkwallen bevat alle beschreven ribkwallen (Ctenophora) van de wereld.
1. Alcinoe rosea - Mertens, 1833
2. Alcinoe vermicularis - Rang 1828
3. Aulacoctena acuminata - Mortensen, 1932
4. Bathocyroe fosteri - Madin & Harbison, 1978
5. Bathocyroe paragaster - (Ralph & Kaberry, 1950)
6. Bathyctena chuni - (Moser, 1909)lsa
7. Bathyctena latipharyngea - (Dawydoff, 1946)
8. Beroe abyssicola - Mortensen, 1927
9. Beroe australis - Agassiz & Mayer 1899
10. Beroe baffini - Kramp, 1942
11. Beroe campana - Komai, 1918
12. Beroe compacta - Moser, 1909
13. Beroe constricta - Chamisso & Eysenhardt, 1821
14. Beroe cucumis - Fabricius, 1780 - Meloenkwalletje
15. Beroe culcullus - Martens, 1829
16. Beroe flemingii - (Eschscholtz, 1829)
17. Beroe forskalii - Milne Edwards, 1841
18. Beroe gilva - Eschscholtz, 1829
19. Beroe gracilis - Künne, 1939 - Slank meloenkwalletje
20. Beroe hyalina - Moser, 1907
21. Beroe macrostoma - Péron & Lesueur, 1808
22. Beroe mitraeformis - Lesson, 1830
23. Beroe mitrata - (Moser, 1908)
24. Beroe ovata - Bruguière, 1789
25. Beroe pandorina - Moser, 1903
26. Beroe penicillata - (Mertens, 1833)
27. Beroe ramosa - Komai, 1921
28. Beroe rose - Quoy & Gaimard, 1824
29. Beroe rufescens - (Eschscholtz, 1829)
30. Bolinia euryptera - Yabe, 1991
31. Bolinopsis chuni - (von Lendenfeld, 1884)
32. Bolinopsis elegans - (Mertens, 1833)
33. Bolinopsis indosinensis - Dawydoff, 1946
34. Bolinopsis infundibulum - (Müller, 1776) - Kortlobribkwal
35. Bolinopsis mikado - Moser, 1908
36. Bolinopsis ovalis - (Bigelow, 1904)
37. Bolinopsis rubripunctata - Tokioka 1964
38. Bolinopsis vitrea - (L. Agassiz, 1860)
39. Callianira antarctica - Chun, 1897
40. Callianira bialata - Delle Chiaje, 1841
41. Callianira cristata - Moser, 1909
42. Callianira diploptera - Lamarck, 1843
43. Callianira ficalbi - Curreri, 1900
44. Callianira hexagona - Slabber
45. Callianira triploptera - Lamarck, 1843
46. Cambodgia elegantissima - Dawydoff, 1946
47. Ceroctena bicornis - Carré & Carré, 1991
48. Cestum veneris - Lesueur, 1813
49. Charistephane fugiens - Chun, 1880
50. Coeloplana agniae - Dawydoff, 1930
51. Coeloplana astericola - Mortensen, 1927
52. Coeloplana bannwarthii - Krumbach, 1933
53. Coeloplana bocki - Komai, 1920
54. Coeloplana duboscqui - Dawydoff, 1930
55. Coeloplana echinicola - Tanaka, 1932
56. Coeloplana gonoctena - Krempf, 1920
57. Coeloplana indica - Devanesen & Varadarajan, 1942
58. Coeloplana komaii - Utinomi, 1963
59. Coeloplana krusadiensis - Devanesen & Varadarajan, 1942
60. Coeloplana lineolata - Fricke, 1970
61. Coeloplana mesnili - Dawydoff, 1938
62. Coeloplana meteoris - Thiel, 1968
63. Coeloplana metschnikowii - Kowalevsky, 1880
64. Coeloplana mitsukurii - Abbott, 1902
65. Coeloplana perrieri - Dawydoff, 1930
66. Coeloplana punctata - Fricke, 1970
67. Coeloplana scaberiae - Matsumoto & Gowlett-Holmes, 1996
68. Coeloplana sophiae - Dawydoff, 1938
69. Coeloplana tattersalli - Devanesen & Varadarajan, 1942
70. Coeloplana thomsoni - Matsumoto, 1999
71. Coeloplana weilli - Dawydoff, 1938
72. Coeloplana willeyi - Abbott, 1902
73. Coeloplana wuennenbergi - Fricke, 1970
74. Cryptocoda gerlachi - Leloup, 1938
75. Cryptolobata primitiva - (Moser, 1909)
76. Ctenella chagius - Matthai, 1928
77. Ctenoplana agnae - (Dawydoff, 1929)
78. Ctenoplana bengalensis - Gnanamuthu & Nair, 1948
79. Ctenoplana caulleryi - Dawydoff, 1936
80. Ctenoplana duboscqui - Dawydoff, 1929
81. Ctenoplana korotneffi - Willey, 1896
82. Ctenoplana kowalevskii - Korotneff, 1886
83. Ctenoplana maculomarginata - Yosii (Yoshi), 1933
84. Ctenoplana muculosa - Yosii (Yoshi), 1933
85. Ctenoplana neritica - Fricke & Plante, 1971
86. Ctenoplana perrieri - (Dawydoff, 1930)
87. Ctenoplana rosacea - Willey, 1896
88. Ctenoplana yurii - (Dawydoff, 1929)
89. Cydippe brevicostata - Will, 1844
90. Cydippe ovata - Lesson, 1843
91. Deiopea kaloktenota - Chun, 1879
92. Dryodora glandiformis - (Mertens, 1833)
93. Eschscholtzia pectinata - Kölliker, 1853
94. Euchlora rubra - (Kölliker, 1853)
95. Euplokamis crinita - (Moser, 1909)
96. Euplokamis dunlapae - Mills, 1987
97. Euplokamis helicoides - (Ralph & Kaberry, 1950)
98. Euplokamis octoptera - (Mertens, 1833)
99. Euplokamis stationis - Chun, 1880
100. Eurhamphaea vexilligera - Gegenbaur, 1856
101. Ganesha annamita - Dawydoff, 1946
102. Ganesha elegans - Moser, 1903
103. Haeckelia beehleri - (Mayer, 1912)
104. Haeckelia bimaculata - Carré & Carré, 1989
105. Haeckelia filigera - (Chun, 1880)
106. Haeckelia rubra - (Gegenbaur, Kölliker & Müller, 1853)
107. Hormiphora californiensis - (Torrey, 1904)
108. Hormiphora cilensis - (Ghigi, 1909)
109. Hormiphora cucumis - (Mertens, 1833)
110. Hormiphora elliptica - (Eschscholtz, 1829)
111. Hormiphora hormiphora - (Gegenbaur, 1856)
112. Hormiphora labialis - Ghigi, 1909
113. Hormiphora luminosa - Dawydoff, 1946
114. Hormiphora ochracea - (Agassiz & Mayer, 1902)
115. Hormiphora octoptera - (Mertens, 1833)
116. Hormiphora palmata - Chun, 1898
117. Hormiphora piriformis - Ghigi, 1909
118. Hormiphora plumosa - L. Agassiz, 1860
119. Hormiphora polytrocha - Dawydoff, 1946
120. Hormiphora punctata - Moser, 1909
121. Hormiphora spatulata - Chun, 1898
122. Kiyohimea aurita - Komai & Tokioka, 1940
123. Kiyohimea usagi - Matsumoto & Robison, 1992
124. Lampea elongata - (Quoy & Gaimard, 1824)
125. Lampea fusiformis - (Agassiz & Mayer, 1902)
126. Lampea komai - (Dawydoff, 1937)
127. Lampea lactea - (Mayer, 1912)
128. Lampea pancerina - (Chun, 1879)
129. Lampocteis cruentiventer - Harbison, Matsumoto & Robison, 2001
130. Lesueuria hyboptera - Agassiz, 1865
131. Lesueuria pinnata - Ralph & Kaberry, 1950
132. Lesueuria tiedemanni - (Eschscholtz, 1829)
133. Lesueuria vitrea - Milne Edwards, 1841
134. Leucothea grandiformis - Agassiz & Mayer, 1902
135. Leucothea japonica - Komai, 1918
136. Leucothea multicornis - (Quoy & Gaimard, 1824)
137. Leucothea ochracea - Mayer, 1912
138. Leucothea pulchra - Matsumoto, 1988
139. Lobatolampea tetragona - Horita, 2000
140. Lobocrypta annamita - Dawydoff, 1946
141. Lyrocteis flavopallidus - Robilliard & Dayton, 1972
142. Lyrocteis imperatoris - Komai, 1941
143. Mertensia ovum - (Fabricius, 1780)
144. Minictena luteola - Carré & Carré, 1993
145. Mnemiopsis leidyi - A. Agassiz, 1865 - Amerikaanse ribkwal
146. Neis cordigera - Lesson, 1843
147. Ocyropsis crystallina - (Rang, 1826)
148. Ocyropsis fusca - (Rang, 1826)
149. Ocyropsis maculata - (Rang, 1826)
150. Ocyropsis pteroessa - Bigelow, 1904
151. Paracelsia quadriloba - Dawydoff, 1946
152. Pleurobrachia arctica - Wagner, 1885
153. Pleurobrachia australis - (Benham, 1907)
154. Pleurobrachia bachei - L. Agassiz, 1860
155. Pleurobrachia brunnea - Mayer, 1912
156. Pleurobrachia dimidiata - Eschscholtz, 1829
157. Pleurobrachia globosa - Moser
158. Pleurobrachia pigmentata - Moser, 1903
159. Pleurobrachia pileus - (Müller, 1776) - Zeedruif
160. Pleurobrachia rhododactyla - L. Agassiz, 1860
161. Pleurobrachia rhodopis - Chun, 1880
162. Pleurobrachia striata - Moser
163. Sabaudia liguriae - Ghighi, 1909
164. Savangia atentaculata - Dawydoff, 1950
165. Thalassocalyce inconstans - Madin & Harbison, 1978
166. Thoe paradoxa - Chun, 1878
167. Tinerfe cyanea - (Chun, 1889)
168. Tizardia phosphorea - Dawydoff, 1946
169. Tjalfiella tristoma - Mortensen, 1910
170. Vallicula multiformis - Rankin, 1956
171. Velamen parallelum - (Fol, 1869)